# Mitrodetus dimidiatus
Mitrodetus dimidiatus är en tvåvingeart som först beskrevs av Philippi 1865.  Mitrodetus dimidiatus ingår i släktet Mitrodetus och familjen Mydidae. Inga underarter finns listade i Catalogue of Life.